# Ниль, Морис
Морис Ниль (фр. Maurice Nilès; 12 августа 1919, Париж — 5 декабря 2001, Бобиньи) — французский государственный и политический деятель, участник движения сопротивления в годы второй мировой войны.
Член Французской коммунистической партии.

## Биография
Из рабочих. Трудился фрезеровщиком на одном из парижских предприятий. В 1939 году был мобилизован во французскую армию. В начале войны с Германией попал в плен, бежал из лагеря для военнопленных. Присоединился к движению сопротивления оккупантам с самого начала его возникновения. В 1941 году вновь был схвачен немцами. Снова бежал и вступил в отряд маки́.
Благодаря личной храбрости и бесстрашию, вскоре стал командиром партизанского отряда, во главе которого участвовал в освобождении города Бордо.
После окончания войны, вернулся в Париж. В 1959 году был избран мэром города Дранси. В течение 1959—1997 годов семь раз переизбирался на этот пост.
В 1986 году стал депутатам Национального собрания Франции от департамента Сен-Сен-Дени по спискам Коммунистической партии Франции.

## Награды
- Офицер ордена Почëтного Легиона,
- Офицер ордена «За заслуги»,
- Военный Крест 1939—1945
- Медаль Сопротивления (Франция)
- Крест Добровольцев Сопротивления
- Медаль «Ветеранский крест»,

и другие.